# Iron Bridge

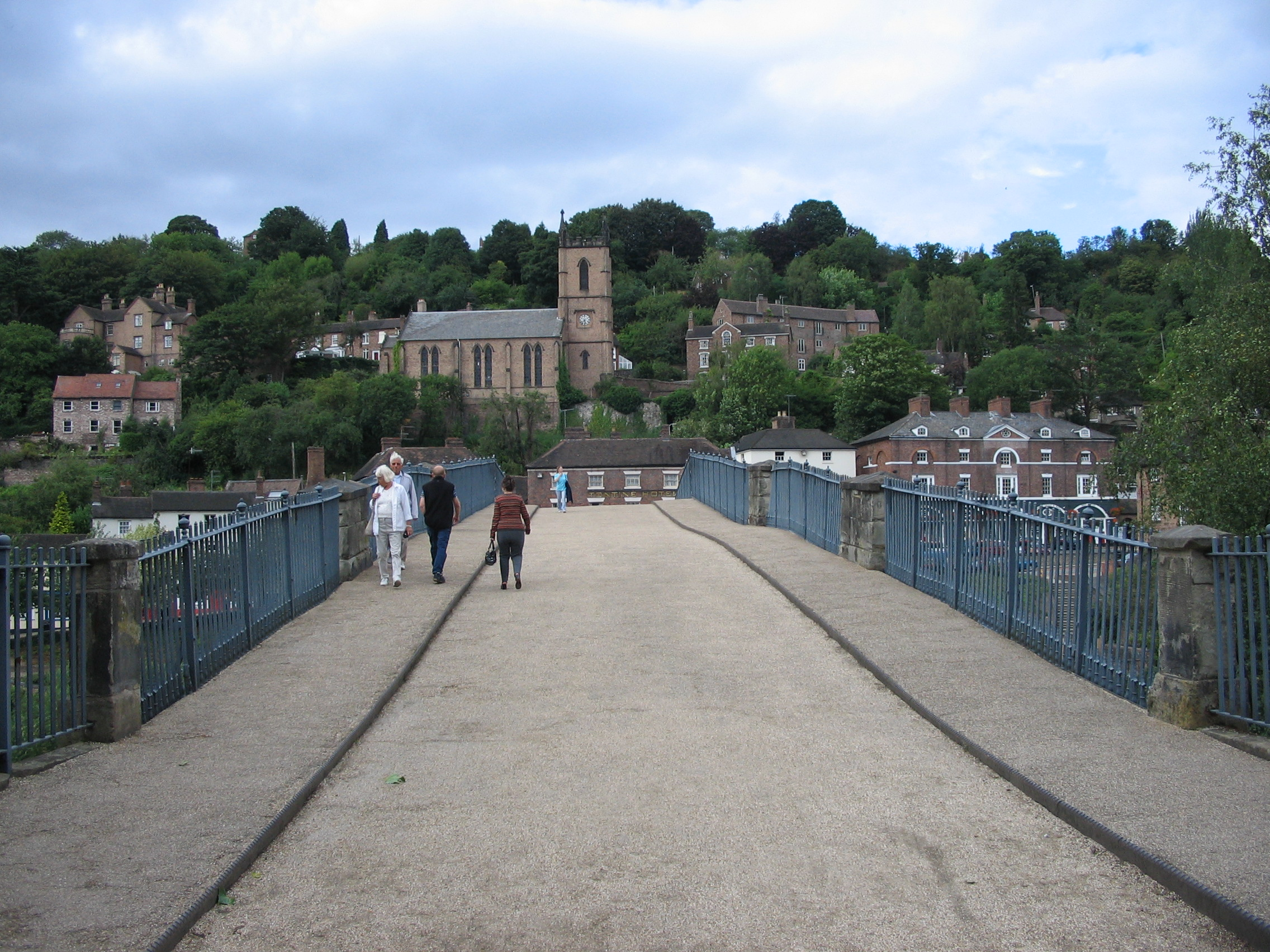
Iron Bridge, brugdek met het dorp op de achtergrond

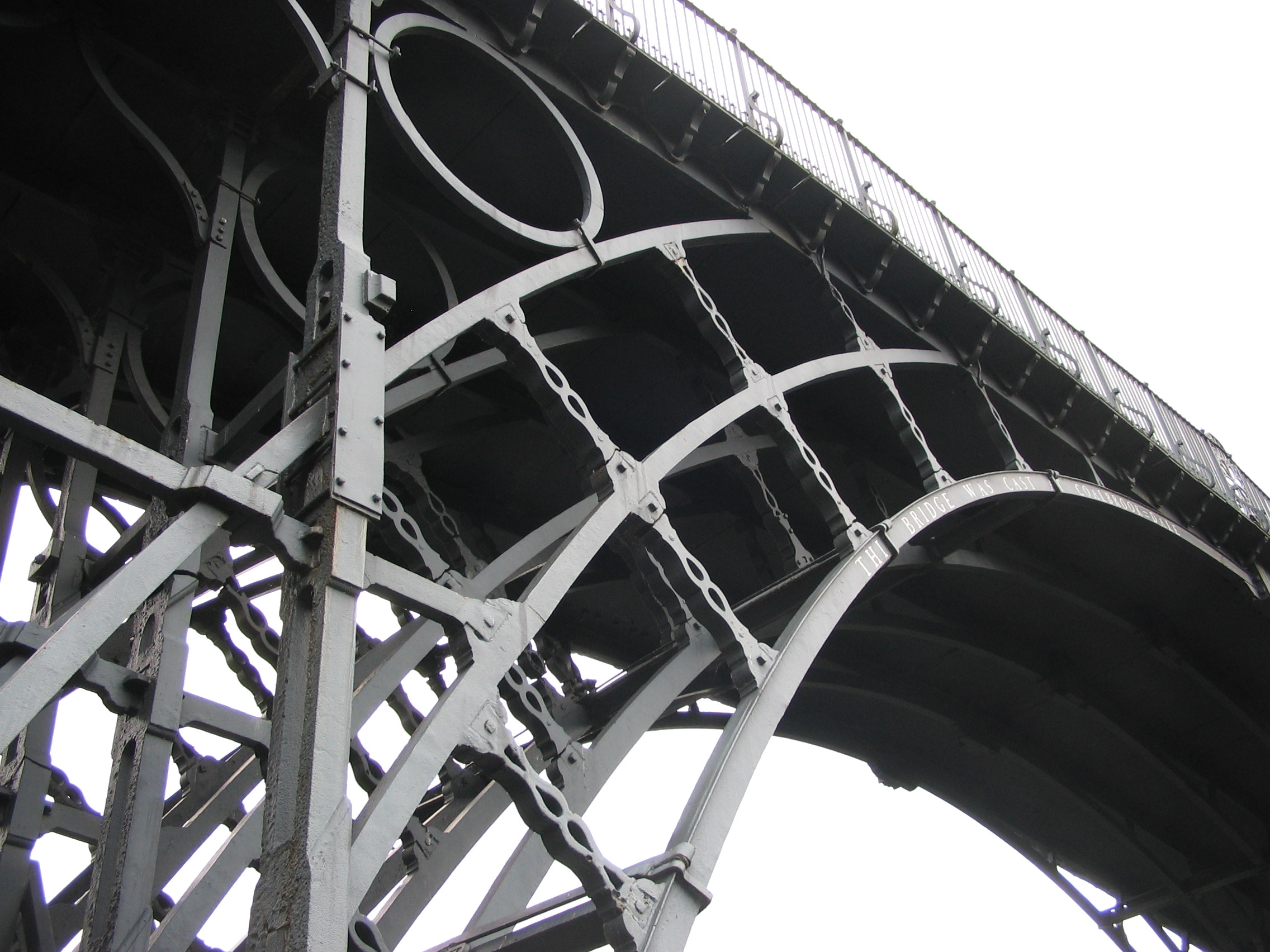
Iron Bridge, detailopname van de gietijzeren constructie

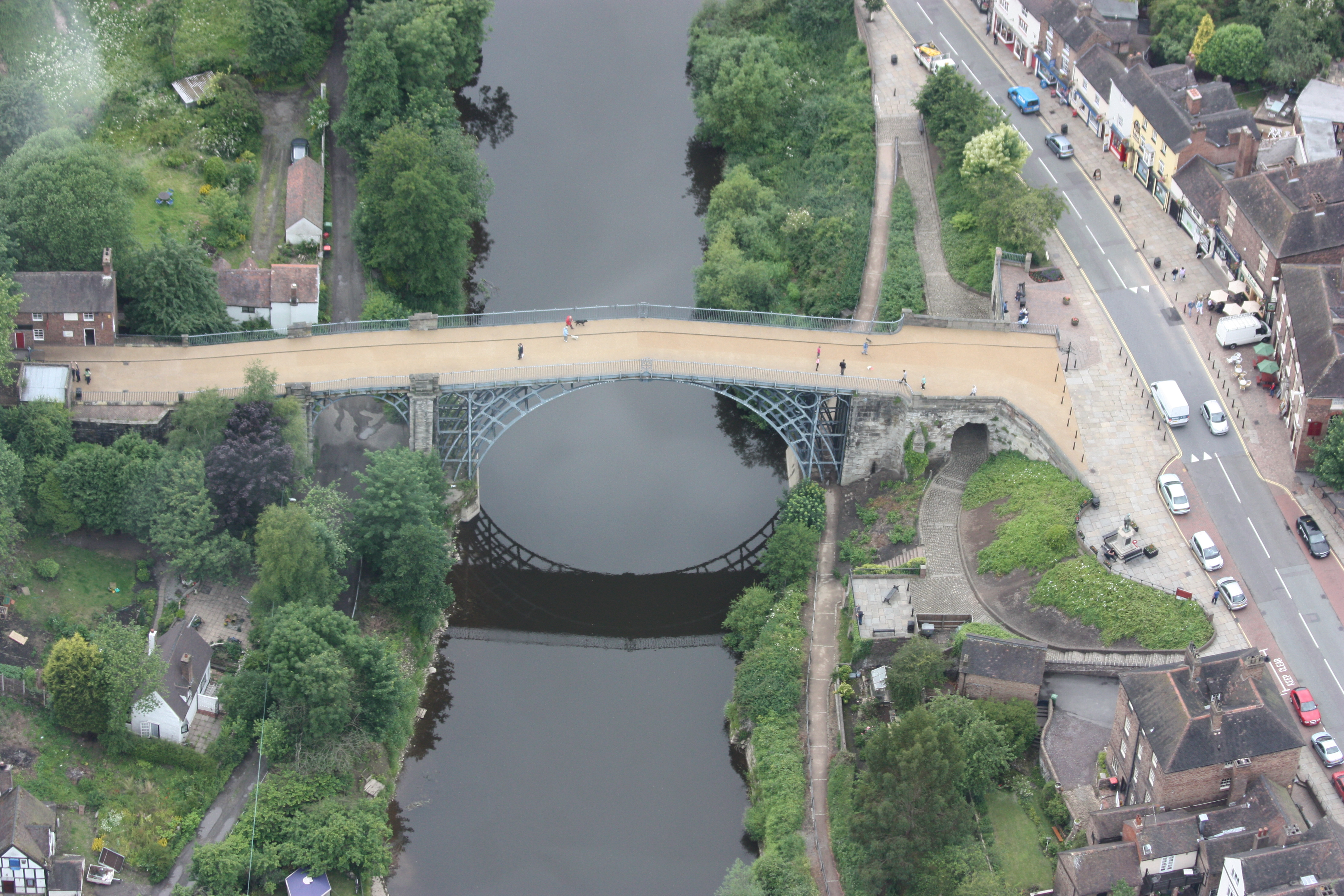
Luchtfoto Iron Bridge

De Iron Bridge is de eerste gietijzeren brug ter wereld. Zij overspant de Severn in het dorp Ironbridge, in Shropshire, Engeland, de bakermat van de industriële revolutie. De brug werd gebouwd tussen 1777 en 1779.
Sinds 1934 is de brug alleen nog toegankelijk voor voetgangers. De brug, het dorp en het omringende dal, de Ironbridge Gorge, zijn opgenomen op de UNESCO werelderfgoedlijst.

## Bouw
Begin 18e eeuw was de enige manier om de rivier over te steken een veer, door de sterke industriële ontwikkeling in de vallei werd de behoefte aan een betrouwbare oeververbinding met voldoende capaciteit echter steeds nijpender.
In 1773 stelde Thomas Pritchard voor een gietijzeren brug te bouwen. John Wilkinson mocht het ontwerp maken; in 1775 was hij klaar met de plannen en Abraham Darby III, industrieel uit het naburige Coalbrookdale, kreeg de opdracht tot het gieten van het ijzer en het bouwen van de brug. De investering werd begroot op 3200 pond, geld dat verzameld werd door de uitgifte van aandelen, Darby zou elke eventuele meerkosten voor zijn rekening nemen. Het geld zou terugverdiend worden door het heffen van tolgeld.
Darby diende voor het gieten van het benodigde ijzer de smeltoven van zijn bedrijf te vergroten. In totaal werd 379 ton ijzer gebruikt en werden meer dan 800 onderdelen gegoten in twaalf verschillende basisvormen. De grootste waren de half-ribben met een lengte van 70 voet en elk 5,25 ton zwaar. Voor het samenvoegen van de onderdelen werd vooral gebruikgemaakt van technieken die gangbaar waren in de houtbewerking zoals de zwaluwstaartverbinding. Bouten werden gebruikt om de halfribben bovenaan de boog aan elkaar te bevestigen.
De brug was gereed in de zomer van 1779 en geopend op nieuwjaarsdag 1781. De bouw van de Iron Bridge was erg belangrijk, want het was een van de eerste ijzeren bruggen.

## Reparaties
Reeds een paar jaar na de bouw van de brug kwamen er barsten in het metselwerk van de bruggenhoofden als gevolg van grondverzakkingen. Sommige barsten in het gietijzer dateren waarschijnlijk uit deze tijd, alhoewel andere wellicht bij het gieten zelf ontstonden. In 1802 moest het zuidelijke stenen bruggenhoofd afgebroken worden en werd het eerst tijdelijk vervangen door houten bogen en daarna definitief door ijzeren. In 1902 belandde een deel van de originele ijzeren borstwering in de rivier, ze zou pas jaren later weer opgevist worden. In 1972 werd de fundering grondig hersteld. Een laatste renovatie vond plaats tussen 1999 en 2002. Hierbij werden de gietijzeren wegdekplaten vervangen door staalplaat, die voorzien werd van een lichtgewicht toplaag.

## Dorp
De Iron Bridge werd al snel een toeristische trekpleister en als gevolg hiervan ontwikkelde zich het dorp Ironbridge rond het bruggenhoofd op de noordoever.

## Gebruik
Ook vandaag de dag lokt de brug nog veel toeristen, die in tegenstelling tot vroeger tolvrij kunnen oversteken. In 1934 werd de brug gesloten voor voertuigen en tot 1950 werd nog tolgeld geïnd voor voetgangers.